# Чирічкаси
Чирічка́си (рос. Чиричкасы, чув. Чиричкасси) — присілок у складі Цівільського району Чувашії, Росія. Адміністративний центр Чирічкасинського сільського поселення.
Населення — 309 осіб (2010; 337 у 2002).
Національний склад:
- чуваші — 99 %